# Шљивовачки сајам домаће ракије
Шљивовачки сајам домаће ракије је привредно-туристичка манифестација која се одржава у чајетинском селу Шљивовица на Златибору. Организатори сајма су Општина Чајетина, Туристичка организација Златибор, Културно спортски центар Чајетина, Месна заједница Шљивовица.
Манифестација почиње потпаљивањем казана за печење ракије уз шљивовачку здравицу, а затим се отвора изложба здраве хране, производа сеоских мајстора и рукотворина сеоских домаћица. За најбоље примерке ракија додељују се награде, а предвиђена су и такмичења златиборских здравичара и чауша у говорним вештинама, домаћица у печењу најбоље пите савијаче, изложба златиборских пчелара и воћних производа, као што су слатко, суве шљиве и сушени производи од пекмеза.
Као део манифестације предвиђена су и стручна предавања о сеоском туризму и унапређењу воћарства у златиборском крају, а бива изабрано и најлепше сеоско двориште у Шљивовици, најуређенији воћњак и најлепше сеоске народне ношње. Програм је пропраћен богатим културно-уметничким програмом, који обухвата изворне песме, трубачке оркестре и дружење са шљивовачким домаћинима.